# Grup de l'alunita
El grup de l'alunita, és un grup de minerals de la classe dels fosfats que pertany al supergrup de l'alunita. També se'l solia conèixer com subgrup de l'alunita, grup de la jarosita o subgrup de la jarosita. El membre més comú del grup és la jarosita, i els 17 minerals que constitueixen el grup són els següents:
| Espècie          | Fórmula                |
| ---------------- | ---------------------- |
| Alunita          | KAl₃(SO₄)₂(OH)₆        |
| Amonioalunita    | (NH₄)Al₃(SO₄)₂(OH)₆    |
| Amoniojarosita   | (NH₄)Fe₃3+(SO₄)₂(OH)₆  |
| Argentojarosita  | AgFe₃3+(SO₄)₂(OH)₆     |
| Beaverita-(Cu)   | Pb(Fe₂3+Cu)(SO₄)₂(OH)₆ |
| Beaverita-(Zn)   | Pb(Fe₂3+Zn)(SO₄)₂(OH)₆ |
| Dorallcharita    | TlFe₃3+(SO₄)₂(OH)₆     |
| Huangita         | Ca0.5Al₃(SO₄)₂(OH)₆    |
| Hidroniojarosita | (H₃O)Fe₃3+(SO₄)₂(OH)₆  |

| Espècie          | Fórmula                    |
| ---------------- | -------------------------- |
| Jarosita         | KFe3+ ₃(SO₄)₂(OH)₆         |
| Natroalunita     | NaAl₃(SO₄)₂(OH)₆           |
| Natroalunita-2c  | (Na,Ca0.5,K)Al₃(SO₄)₂(OH)₆ |
| Natrojarosita    | NaFe₃(SO₄)₂(OH)₆           |
| Osarizawaïta     | Pb(Al₂Cu2+)(SO₄)₂(OH)₆     |
| Plumbojarosita   | Pb0.5Fe₃3+(SO₄)₂(OH)₆      |
| Schlossmacherita | (H₃O)Al₃(SO₄)₂(OH)₆        |
| Walthierita      | Ba0.5Al₃(SO₄)₂(OH)₆        |

## Jaciments
Els minerals d'aquest grup es troben àmpliament distribuits per tot el planeta. Als territoris de parla catalana se n'han trobat tres d'aquestes espècies:
- Alunita: a la mina Calabona, a l'Alguer (Sardenya); a les mines de Bruguers, a Gavà (Baix Llobregat); a la pedrera del Turó de Montcada, a Montcada i Reixac (Vallès Occidental); i a la muntanya de Sant Elies, a la localitat de Sant Pere de Vilamajor (Vallès Oriental).
- Beaverita-Cu: únicament trobada a la mina Bessó, a Ulldemolins (Priorat).
- Jarosita: als camps de pegmatites d'Argelers de la Marenda (Ceret, Pirineus Orientals); al Mas Vicenç, a la localitat de Queixàs (Ceret, Pirineus Orientals); al Correc d'en Llinassos, a la localitat d'Oms (Ceret, Pirineus Orientals); a la Roca Gelera, a Reiners (Ceret, Pirineus Orientals); a Montner (Perpinyà, Pirineus Orientals); a les mines de Bruguers, a Gavà (Baix Llobregat); a la pedrera Berta, entre Sant Cugat del Vallès i El Papiol (Vallès Occidental - Baix Llobregat); a les mines de Can Palomeres, a Malgrat de Mar (Maresme); a la pedrera de Rialls, a Tordera (Maresme); a la mina de Les Ferreres, a Camprodon (Ripollès); a la mina Solita, a Peramea (Pallars Sobirà); a la mina l'Alforja, a la localitat de l'Alforja (Baix Camp); a la mina Atrevida, a Vimbodí i Poblet (Conca de Barberà); a la mina La Cresta, a Bellmunt del Priorat (Priorat); a la mina Botalaria, a Borriol (Plana Alta); a la mina El Negre, a Xóvar (Alt Palància); i a la mina La Murta, a la Vall d'Uixó (Plana Baixa).

L'alunita, la jarosita i la hidroniojarosita també han estat trobades al planeta Mart.

## Galeria

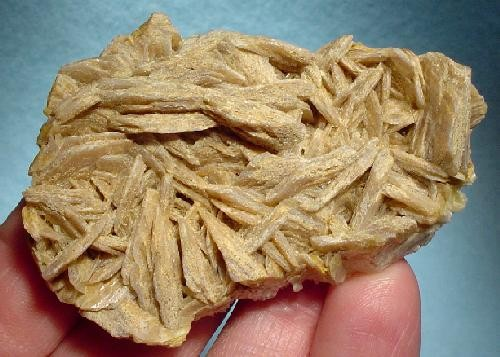
Alunita
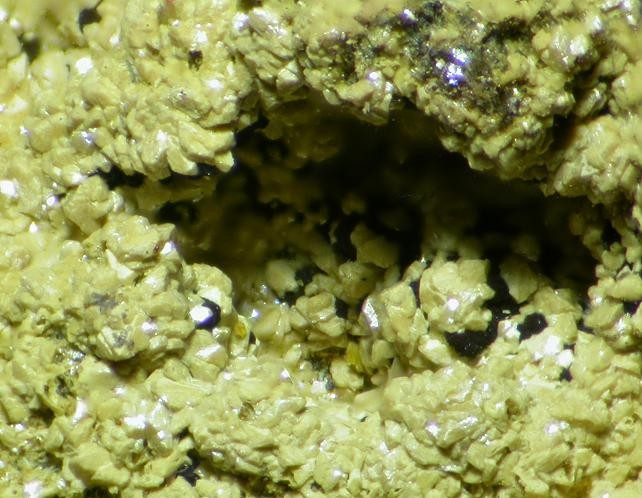
Beaverita
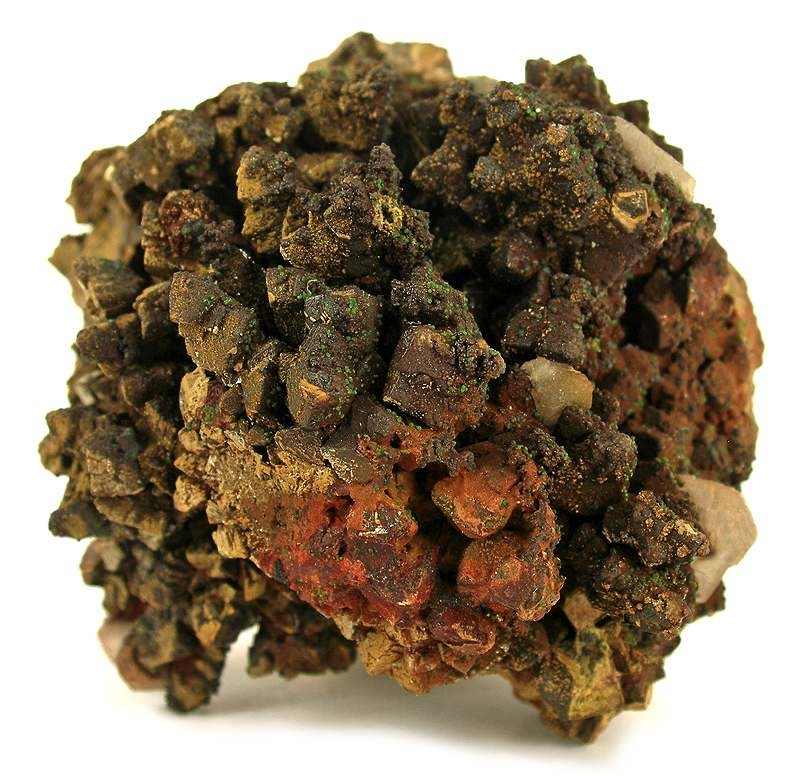
Jarosita
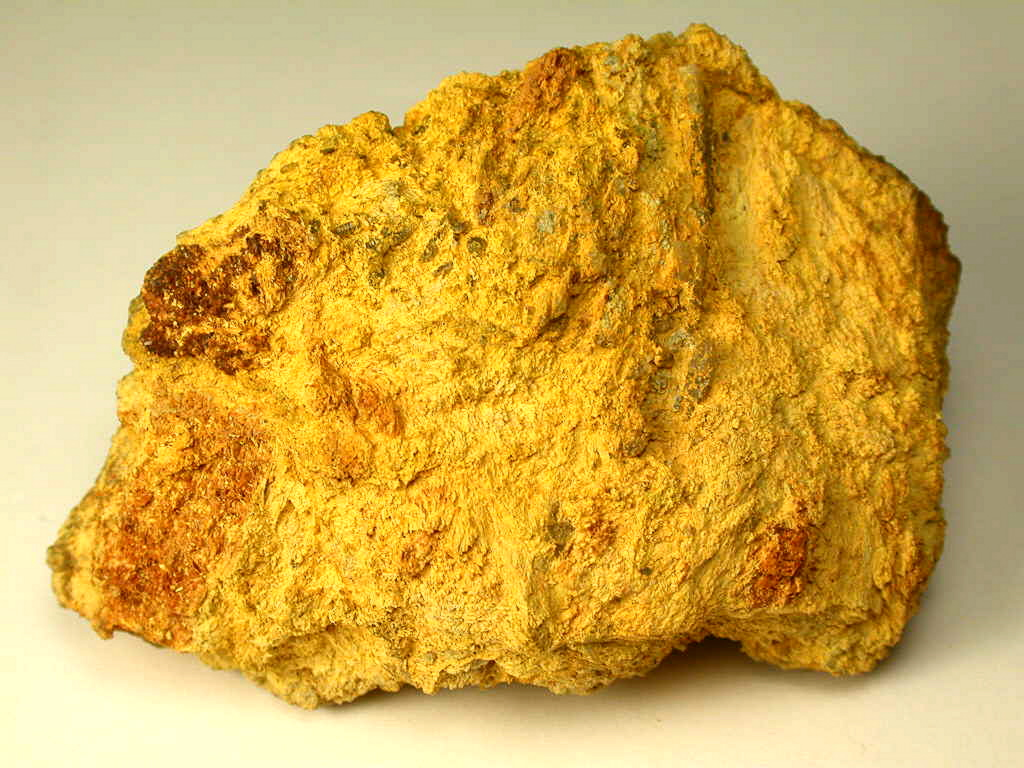
Plumbojarosita